# Zwemles

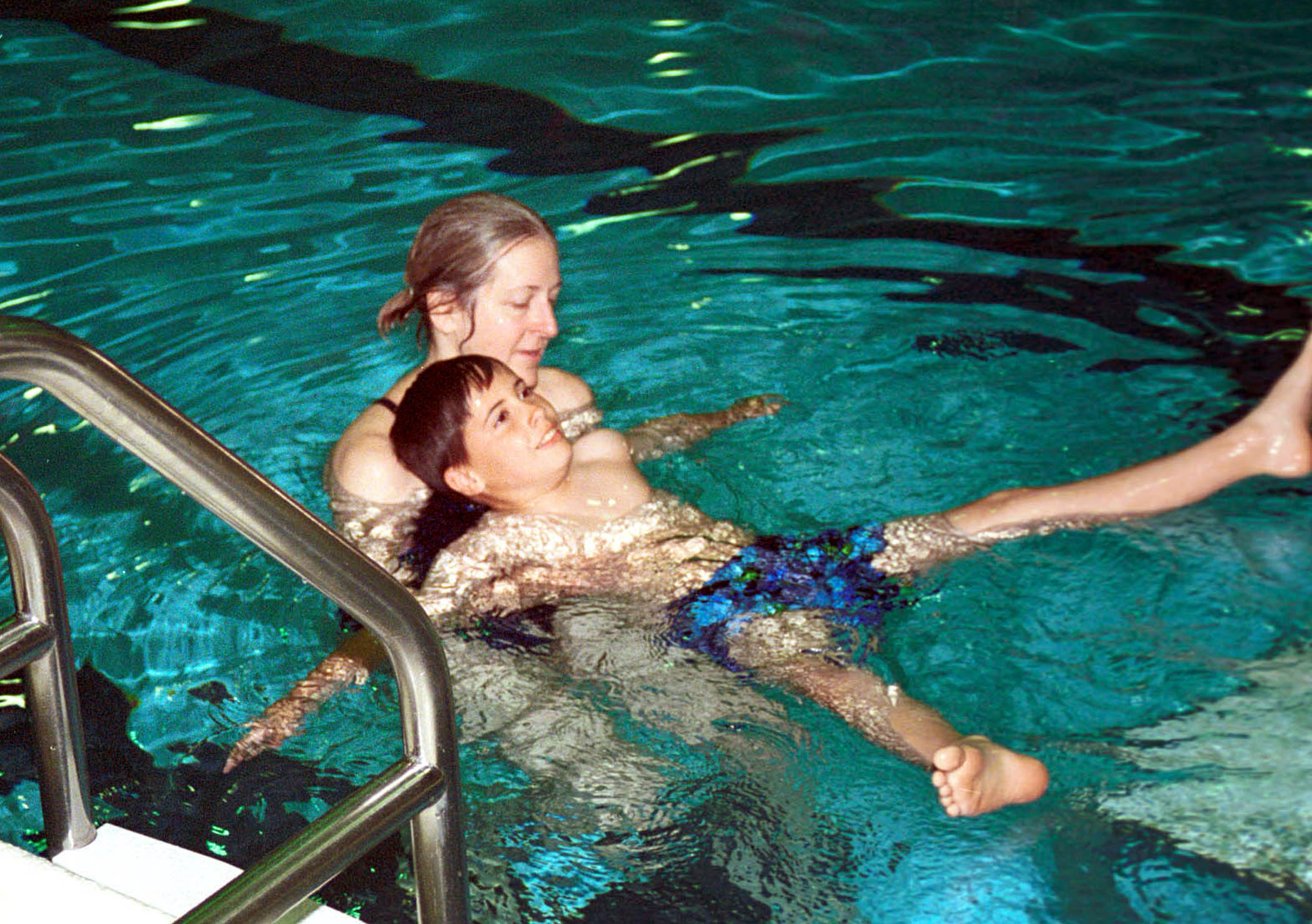
Zwemles

Met zwemles wordt gewoonlijk het onder leiding van een zweminstructeur of zweminstructrice leren zwemmen in een zwembad bedoeld.
Zwemles wordt vaak al aan kinderen gegeven, vanaf een leeftijd van circa 4 jaar. Ook op veel basisscholen in Nederland krijgen  de leerlingen zwemles.
Veelal is inschrijving nodig en vaak is er sprake van een wachtlijst.

## Leerproces
- Kinderen wordt eerst geleerd watervrij te zijn, dat wil zeggen geen angst voor het water te hebben. Dit wordt bereikt door middel van spelletjes en oefeningen in ondiep water. Daarna gaan de kinderen verder naar het volgende bad.
- In elk bad leren kinderen meer vaardigheden, tot ze zelfstandig kunnen zwemmen. Er zijn zwembaden en zwemscholen die bij het aanleren gebruikmaken van drijfmiddelen zoals kurken/klossen en bandjes en er zijn zwembaden/zwemscholen die dit zonder drijfmiddelen doen. Beide methodes hebben positieve en negatieve kanten.
- Wanneer de vaardigheden voldoende worden beheerst kunnen de kinderen afzwemmen voor het zwemdiploma.

Niet in elk zwembad wordt er gewerkt met verschillende baden. Zo zijn er – en dat zijn meestal de kleinere zwemscholen – zwembaden waar de kinderen altijd les krijgen van een en dezelfde zweminstructeur, en waarbij getracht wordt om de groep zo mogelijk bijeen te houden. Ook wordt er wel gebruikgemaakt van de verschillende dieptes in één bad. Oudere baden hebben hiervoor een aflopende bodem, terwijl nieuwe of vernieuwde baden vaak beschikken over een in hoogte verstelbare bodem. De verschillende dieptes worden hierbij vaak met drijflijnen aangegeven, waardoor duidelijk wordt waar de grenzen zijn tussen de verschillende dieptes.
Veelal wordt de onderstaande volgorde aangehouden van start tot A-diploma:
- springen van de kant;
- onder water gaan;
- drijven buik/rug;
- beenslag borst- /rugcrawl;
- beenslagen school- en enkelvoudige rugslag;
- onder water zwemmen;
- watertrappen;
- duiken door het gat.

Wanneer de kinderen deze vaardigheden geautomatiseerd en verfijnd kunnen uitvoeren, zijn ze klaar voor de volgende stappen, waarbij de been- en de rugslag steeds zullen terugkeren.
Die volgende stappen betreffen:
- armslag schoolslag;
- armslagen borst- /rugcrawl;
- springen in het diepe water.

Het springen in het diepe kan ook eerder in het traject worden aangeleerd, zeker bij zwemscholen die met drijfmiddelen oefenen.
De armslagen moeten geautomatiseerd en goed gecoördineerd kunnen worden uitgevoerd met de juiste beenslagen. De kinderen zullen, afhankelijk van de lesmethode en de zwemschool, veelal de schoolslag oefenen onder water, maar het resultaat moet uiteindelijk met het hoofd boven water zijn.
Leerlingen zouden nu klaar moeten zijn om in diep water verder te oefenen. De afstanden zullen klein gehouden worden. Eventueel langere afstanden voor de enkelvoudige rugslag. De afstanden zullen uiteindelijk groter moeten worden, zodat de grote afstand voor het diploma kan worden geoefend. Voorwaarde is altijd dat de techniek goed blijft over de hele afstand.
Het gebruik van drijfmiddelen moet geleidelijk worden verminderd, wat een flink struikelblok kan zijn voor kinderen. Kinderen moeten ook onder water kunnen zwemmen: te weten 3 meter en door een gat van een verticaal zeil. De bovenkant van dit gat is ten minste 75 cm onder het waterniveau. Uiteindelijk moeten de kinderen ook met extra kleding kunnen zwemmen. Voor het A-diploma bestaat deze kleding uit: een korte broek, een T-shirt met korte mouwen en schoenen, voorzien van een harde zool. Deze extra kleding wordt over de zwemkleding gedragen.

## Hoelang tot het A-diploma?
Hoe lang een kind zwemles nodig heeft, is per kind verschillend. Verschillende oorzaken waardoor kinderen er langer over doen zijn:
- De leeftijd waarop begonnen is. Hoe jonger het kind, hoe grover de motoriek. Daarbij komt dan nog dat het af te raden is om kinderen te laten beginnen met de zwemlessen wanneer ze net begonnen zijn met de basisschool. Op de basisschool komt de eerste ervaring van een leerkracht in een situatie zonder ouders. Veel kinderen kunnen dit niet bevatten wanneer ze ook nog de zwemlessen moeten volgen.
- De eventuele motorische achterstand. Kinderen die moeite hebben gehad met het leren lopen of fietsen, zullen bij het leren zwemmen dezelfde problemen kunnen ondervinden.
- De angst voor het water. Met angst leren zwemmen is bijna onmogelijk. Het weghalen van deze angst zal veel extra tijd kosten.
- De lichaamsbouw. Kinderen met meer drijfvermogen zullen sneller zwemmen dan kinderen met minder drijfvermogen. De leeftijd is ook belangrijk voor de lichaamsbouw: hoe jonger het kind, hoe groter de afwijking in de verhouding van lijf en hoofd. Hier kan hinder aan worden ondervonden bij het aanleren van de schoolslag met het hoofd boven water.
- Leerproblemen en verstandelijke achterstanden zullen, logischerwijs, meer problemen hebben met het leren zwemmen.
- Lichamelijke handicaps, hypermobiliteit, gedeeltelijke verlamming, slecht ontwikkelde heupen zijn voorbeelden van nadelige handicaps om te leren zwemmen.

Een gemiddeld gegeven is dat leerlingen er circa anderhalf jaar (40 klokuren) over doen om het A-diploma te behalen. Dat wil zeggen dat er leerlingen zijn die het binnen of na één jaar al behalen. Andere leerlingen zijn er ruim twee jaar of meer mee bezig. Voor diploma B duurt dit gemiddeld 3 maanden, voor diploma C gemiddeld 4 maanden.

## Drijfmiddelen of niet?
Zweminstructeurs worden tegenwoordig opgeleid om les te geven zonder drijfmiddelen, hoewel dit bij hun stages niet altijd mogelijk is, omdat elke zwemschool er een eigen visie op na houdt. Uiteraard zijn er meerdere wegen die leiden naar Rome, maar alles heeft zijn voor- en nadelen. Hieronder een overzicht.
Voordelen met drijfmiddelen zijn:
- Kinderen kunnen sneller beginnen met de zwemslagen.
- Kinderen kunnen meer oefenen in diep water. Dat is zeker een voordeel voor de zwembaden die niet over ondiep water beschikken.
- Kinderen kunnen sneller oefenen met het hoofd boven water.
- Kinderen hebben meer tijd om na te denken over hun zwemslag. Resultaat is vaak een mooiere beenslag.

Nadelen met drijfmiddelen zijn:
- Bijna geen enkel drijfmiddel is op maat gemaakt. Sommige kinderen hebben meer drijfmiddelen nodig dan de anderen voor hetzelfde drijfvermogen.
- Drijfmiddelen moeten worden afgebouwd. Het resultaat moet zijn dat kinderen zonder drijfmiddelen kunnen zwemmen.

Voordelen zonder drijfmiddelen zijn:
- Kinderen leren op natuurlijkere wijze zwemmen.
- Kinderen bouwen sneller stuwing op om vooruit te komen.
- Kinderen zijn meer bezig met het drijvende blijven.

Er zijn tegenwoordig ook zwemscholen die werken met drijfpakken. Kinderen dragen over hun zwemkleding een pak met drijvende elementen erin. Andere drijfmiddelen zijn: kurken/klossen, flexibeams en bandjes om de armen. Een plank wordt niet gezien als drijfmiddel maar als hulpmiddel.

## Na het ABC
Als een kind begint met zwemmen, start het met het "Zwem-ABC". Na het behalen van deze 3 diploma's zijn er nog vele mogelijkheden, welke vaak worden aangeboden in zwemverenigingen.

## Afzwemmen
Hoe het afzwemmen georganiseerd wordt is geheel aan de zwemschool, zwemvereniging of het zwembad waar de leerlingen afzwemmen. De examenstof staat wel vast. De volgorde van de vaardigheden die de leerlingen moeten zwemmen, de minimale eisen van de techniek en de afstanden zijn vastgelegd in de Bepalingen en Richtlijnen van Examenprogramma's voor Zwemdiploma's (het BREZ-boekje). Deze eisen zijn bepaald door het Nationaal Platform Zwembaden.
De data van het afzwemmen moet de zwemschool melden bij het Nationaal Platform Zwembaden. Zij kan dan een rapporteur sturen. Deze rapporteur heeft geen invloed op de uitslagen, maar kan wel een advies uitspreken naar de examinatoren (dat zijn de zweminstructeurs van de zwemschool die deze bevoegdheid hebben). Wanneer de bevindingen van de rapporteur niet voldoende zijn, moet hij dat melden bij het Nationaal Platform Zwembaden. Bij meerdere negatieve rapportages kan het zwembad zijn erkenning als opleidingsinstituut verliezen.

## Oefenen door ouders en kinderen
Veel ouders zien graag dat hun kind vooruitgang boekt met de zwemlessen. Oefenen tijdens het vrijzwemmen behoort bij veel zwembaden tot de mogelijkheden. Wellicht dat het zwembad een huisregel heeft dat kinderen drijfmiddelen om moeten zolang ze geen diploma hebben, maar ook dan valt er nog genoeg te oefenen.

## Volwassenen
Ook volwassenen die vroeger niet hebben leren zwemmen, kunnen zwemles krijgen.

## Andere diploma's
Bovenstaande tekst is gebaseerd op het Zwem-ABC van het Nationaal Platform Zwembaden. In Nederland zijn er meerdere instanties die zwemdiploma's uitgeven. Een van deze organisaties is de stichting ENVOZ. Hoewel de exameneisen wellicht iets anders zijn, zal het leerproces vergelijkbaar zijn. Zowel ENVOZ als het Nationaal Platform Zwembaden voeren controles uit door middel van rapporteurs om de kwaliteit te waarborgen.